# Мартін Ебергард
Мартін Ебергард ([ˈɛbərhɑrd] ; народився в 1960 році) — американський інженер і підприємець, який заснував компанію Tesla Inc. (тоді Tesla Motors) разом з Марком Тарпеннінгом у липні 2003 року. Ебергард був першим генеральним директором компанії до кінця 2007 року. У 2015 році його вшанували написом у Залі інженерної слави Університету Іллінойсу.

## Молодість і освіта
Ебергард народився в Каліфорнії, виріс у Кенсінгтоні (районі Берклі-Гіллз). Отримав ступінь бакалавра з комп'ютерної інженерії в Іллінойському університеті Урбана-Шампейн у 1982 році та ступінь магістра з електротехніки в тому самому університеті у 1984 році.

## Кар'єра

### Рання кар'єра
Ебергард розпочав свою кар'єру інженером-електриком у Wyse Technology, де його першою розробкою був комп'ютерний термінал WY-30 ASCII.
Ебергард став співзасновником Network Computing Devices у 1987 році, де він працював головним інженером під час IPO у 1992 році.
У 1996 році Ебергард заснував NuvoMedia разом з Марком Тарпеннінгом, де вони розробили Rocket eBook, першу електронну книгу з безпечною доставкою вмісту в Інтернеті. Ебергард обіймав посаду голови та генерального директора до придбання NuvoMedia компанією Gemstar у 2000 році.

### Tesla Motors
Інтерес Ебергарда до спортивних автомобілів, занепокоєння залежністю від імпорту нафти та глобальним потеплінням спонукали його замислитися про електромобілі як можливе рішення. Його розробка пристрою другого покоління для читання електронних книг NuvoMedia також вплила на ринок пристроїв завдяки досвіду у технологіях літій-іонних елементів. Ебергард дізнався про прототип електромобіля під назвою AC Propulsion tzero та спробував придбати його. Він надав певну фінансову та технічну підтримку у тому, щоб змінити конструкцію tzero так, щоб застосувати там літій-іонні батареї. Потім Ебергард спробував переконати засновника AC Propulsion Алана Кокконі перетворити tzero на серійний автомобіль. Коли Кокконі відмовився, Ебергард став співзасновником (разом з Марком Тарпеннінгом) і першим генеральним директором Tesla Motors, компанії з виробництва електромобілів у Менло-Парку, штат Каліфорнія, у 2003 році.
30 листопада 2007 Tesla опублікувала прес-реліз під назвою «Мартін Ебергард, співзасновник Tesla Motors, переходить до Консультативної ради». Журнал Fortune повідомив у грудні 2007 року, що голова Ілон Маск попросив Ебергарда піти. Маск заявив в інтерв'ю, що це сталося не через ідеологічні розбіжності, але що він не бачить ролі для Ебергарда. 7 січня 2008 року газета New York Times повідомила, що Tesla Motors оприлюднила заяву, в якій пояснюється, що співзасновник і колишній виконавчий директор Мартін Ебергард «перейшов від ради директорів і виконавчого керівництва компанії до консультативної ради».
Ебергард зазначив, що хоча він підписав угоду про нерозголошення з Tesla, «тому за контрактом я повинен бути трохи обережним у тому, як я висловлююся», він не задоволений переходом. У своєму блозі засновників Tesla, видаленому пізніше, Ебергард критикував звільнення з Tesla, які він назвав «невидимим кровопролиттям».
У червні 2009 року Ебергард подав позов проти Ілона Маска за наклеп, розповсюдження неправдивих відомостей і порушення контракту, стверджуючи, що Маск виштовхнув його з компанії, публічно зневажив його та поставив під загрозу фінансове здоров'я Tesla. У серпні 2009 року Ебергард відмовився від позову з невідомих причин. Представник Tesla відмовився коментувати зміни, підвищуючи ймовірність врегулювання. У вересні 2009 року Tesla підтвердила угоду, але не надала додаткових деталей.

### 2010—2015 роки
У 2010 році Ебергард підтвердив Autoblog Green, що він співпрацює з Volkswagen, але жодних подробиць не було надано.

### inEVit / Сер
У вересні 2016 року Ебергард заснував стартап inEVit у стелс-режимі, щоб постачати основним виробникам комплектного обладнання електричні трансмісії та рішення для зберігання енергії.
SF Motors (тепер Seres) придбала inEVit у жовтні 2017 року. Ебергард обіймав посаду директора з інновацій до звільнення в липні 2018 року.

### Тівені
У 2019 році Ебергард заснував компанію Tiveni, яка прагне створювати «інтелектуальні акумуляторні системи електромобілів».

## Особисте життя
Він одружений на Каролін Ебергард.